# Chinyero (park i Spanien)
Chinyero är en park i Spanien.   Den ligger i provinsen Provincia de Santa Cruz de Tenerife och regionen Kanarieöarna, i den sydvästra delen av landet, 1 800 km sydväst om huvudstaden Madrid. Chinyero ligger 1 344 meter över havet.
Terrängen runt Chinyero är bergig åt nordväst, men åt sydost är den kuperad.Runt Chinyero är det ganska tätbefolkat, med 104 invånare per kvadratkilometer. Närmaste större samhälle är Santiago del Teide, 4,8 km väster om Chinyero. I omgivningarna runt Chinyero växer i huvudsak buskskog.